# Château de Chirk
Le Château de Chirk (gallois : Castell y Waun) est un château classé Grade I situé à Chirk, Wrexham, Pays de Galles.

## Histoire
Le château est construit en 1295 par Roger Mortimer de Chirk, oncle de Roger Mortimer, 1er comte de March dans le cadre de la chaîne de forteresses du roi Édouard Ier à travers le nord du Pays de Galles. Il garde l'entrée de la vallée de Ceiriog. C'est le centre administratif de la Marche de Chirkland.
Le château est acheté par Sir Thomas Myddelton en 1593 pour 5 000 £. Son fils, Thomas Myddelton de Chirk Castle est parlementaire pendant la guerre civile anglaise, mais devient royaliste lors du « soulèvement du Cheshire » de 1659 dirigé par George Booth, 1er baron Delamer. Des fenêtres à meneaux et à impostes sont insérées aux XVIe et XVIIe siècles, le château étant en partie démoli pendant la guerre civile anglaise, puis reconstruit. Après la Restauration, son fils devient Thomas Myddelton, 1er baronnet de Chirke. Le château est transmis dans la famille Myddelton à Charlotte Myddelton (à la mort de son père en 1796). Charlotte épouse Robert Biddulph, qui change son nom en Robert Myddelton-Biddulph, laissant le château à sa mort à leur fils Robert. Il est ensuite transmis à la famille Myddelton-Biddulph.
D'avant la Première Guerre mondiale jusqu'après la Seconde Guerre mondiale, le château est loué par Thomas Scott-Ellis, 8e baron Howard de Walden, un éminent mécène des arts et champion de la culture galloise. En 1918, le château de Chirk est utilisé comme lieu de tournage pour Victoire et Paix, réalisé par Herbert Brenon. Le baron a ouvert des parties du château aux évacués pendant la dernière partie de la Seconde Guerre mondiale,. La famille Myddelton revient vivre au château de Chirk jusqu'en 2004. Le lieutenant-colonel Ririd Myddleton est écuyer supplémentaire de la reine Élisabeth II de 1952 jusqu'à sa mort en 1988.
Chirk reste dans la famille Myddelton jusqu'à ce qu'il soit transféré au National Trust en 1981. Le château et les jardins sont ouverts au public entre mars et octobre.

## Jardins
La propriété se distingue par ses jardins, avec des haies d'ifs taillés, des bordures herbacées, des rocailles et des terrasses et entourées d'un parc du XVIIIe siècle.
Ce parc est aménagé à l'origine comme un parc à cerfs au XIVe siècle. Depuis le début du XVIIe siècle, il y a à la fois des jardins à la française et des jardins potagers adjacents au château, probablement du côté est. Les jardins continuent à se développer après la guerre civile, avec notamment la construction d'une cour extérieure au nord, entourée de murs en pierre avec une porte en fer forgé. En 1719, la cour est recouverte de gazon et les portes sont remplacées par un magnifique ensemble de grilles et de grilles en fer forgé réalisées par Robert et John Davies de Bersham.
Une vue panoramique du parc de Thomas Badeslade, publiée en 1742, montre le grand aménagement baroque résultant des jardins à la française et des avenues. Cela comprend des jardins à la française à l'est du château, avec une cour extérieure entourée de murs et des potagers au nord. La majeure partie de cet aménagement est balayée par un vaste aménagement paysager dans les années 1760 et 70, entrepris par William Emes, au nom de Richard Myddelton, avec notamment la construction d'un ha-ha et la suppression des portes Davies qui sont réérigée au New Hall d'entrée. Ces travaux contribuent largement à l'aspect actuel du parc.
Une caractéristique importante du parc est le terrassement de la Digue d'Offa, qui passe à moins de 200 mètres du château. Ceci est montré sur le dessin de Badeslade, étiqueté comme «King Offa's Ditch», avec le lac ornemental. Le terrassement est en partie submergé par la création du lac. En 2018, le Clwyd-Powys Archaeological Trust fouille une section à travers la digue et trouve des restes importants du fossé et de la berge.
Le chêne de la porte des morts se trouve à 300 m du château de Chirk et marque le site de la bataille de Crogen en 1165.
Les parcs et jardins sont classés en catégorie I dans le registre Cadw/ICOMOS des parcs et jardins d'intérêt historique particulier au Pays de Galles.

## Galerie

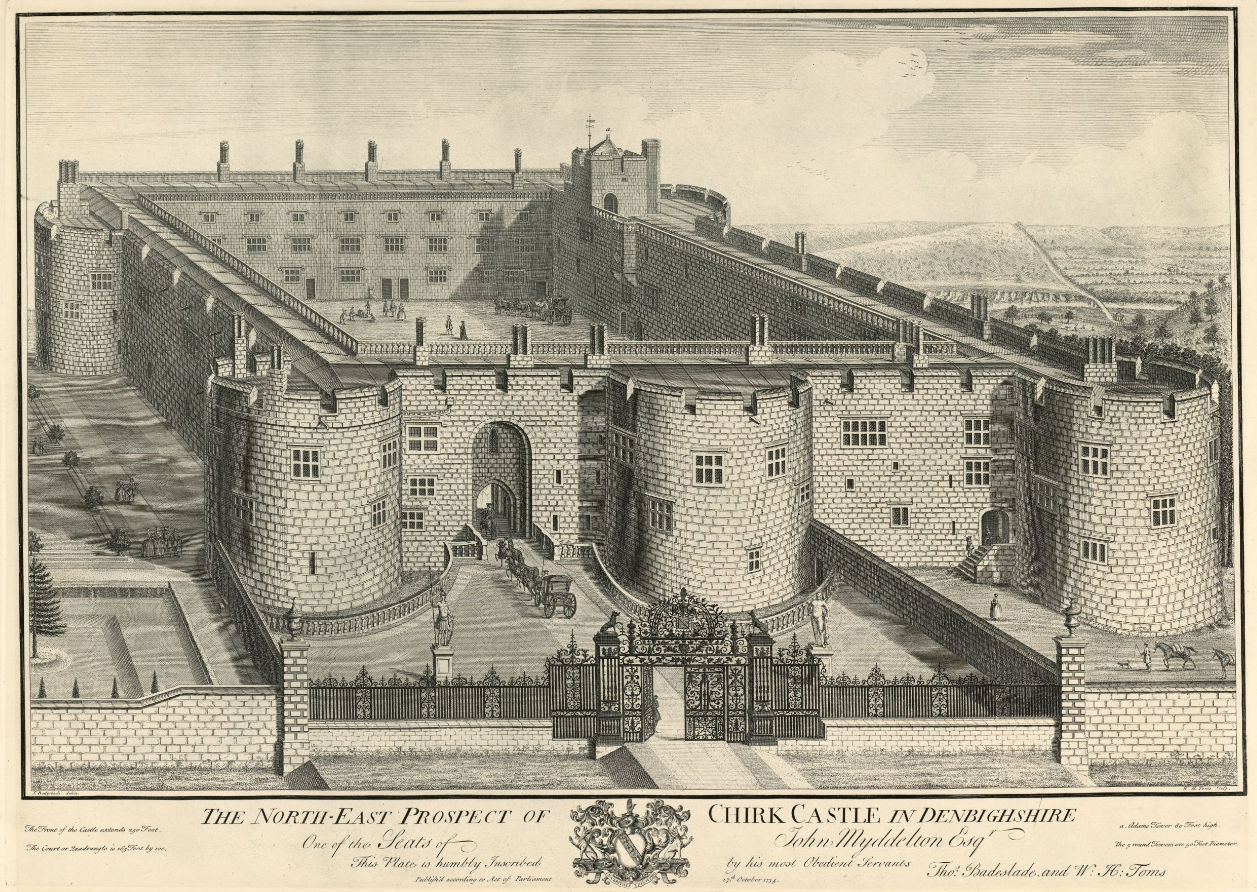
La perspective nord-est du château de Chirk, 1735
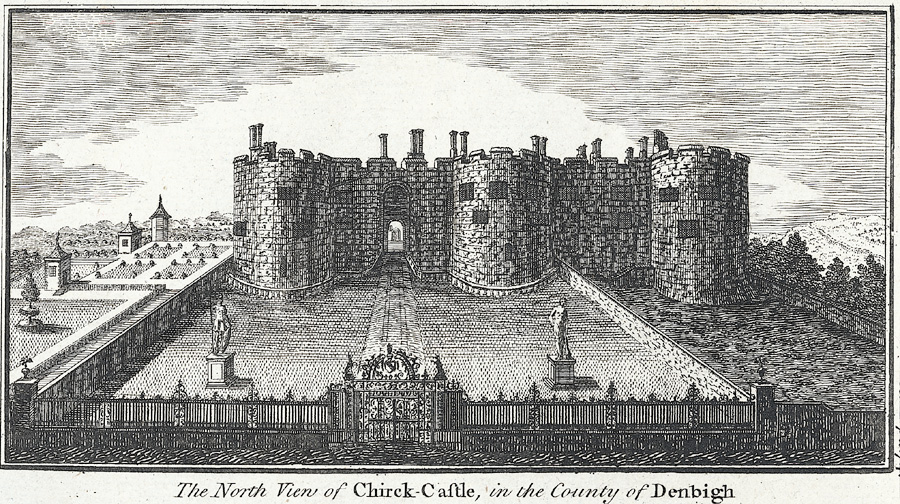
Une vue nord du château de Chirk, vers 1810
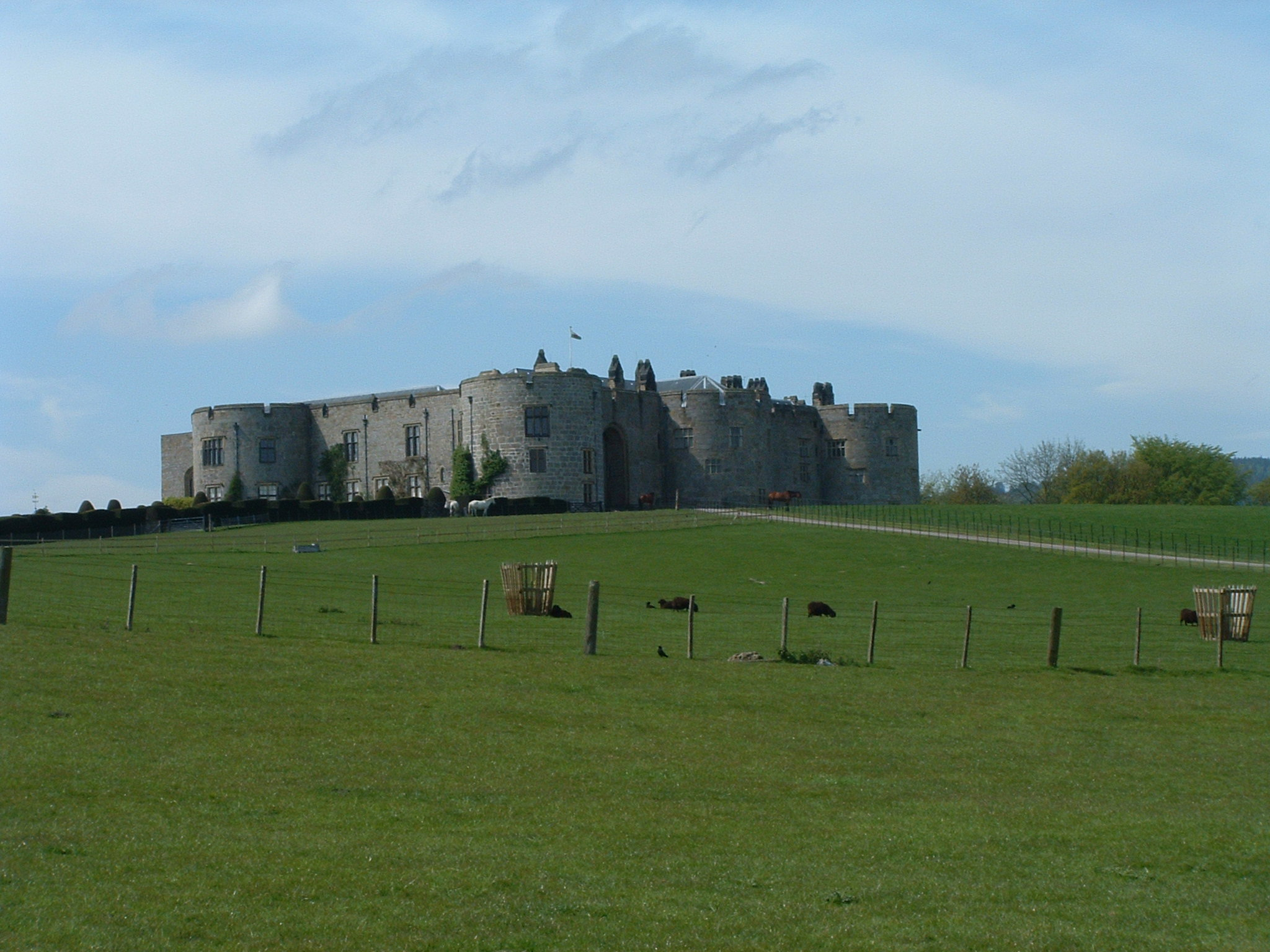
Approche du château de Chirk
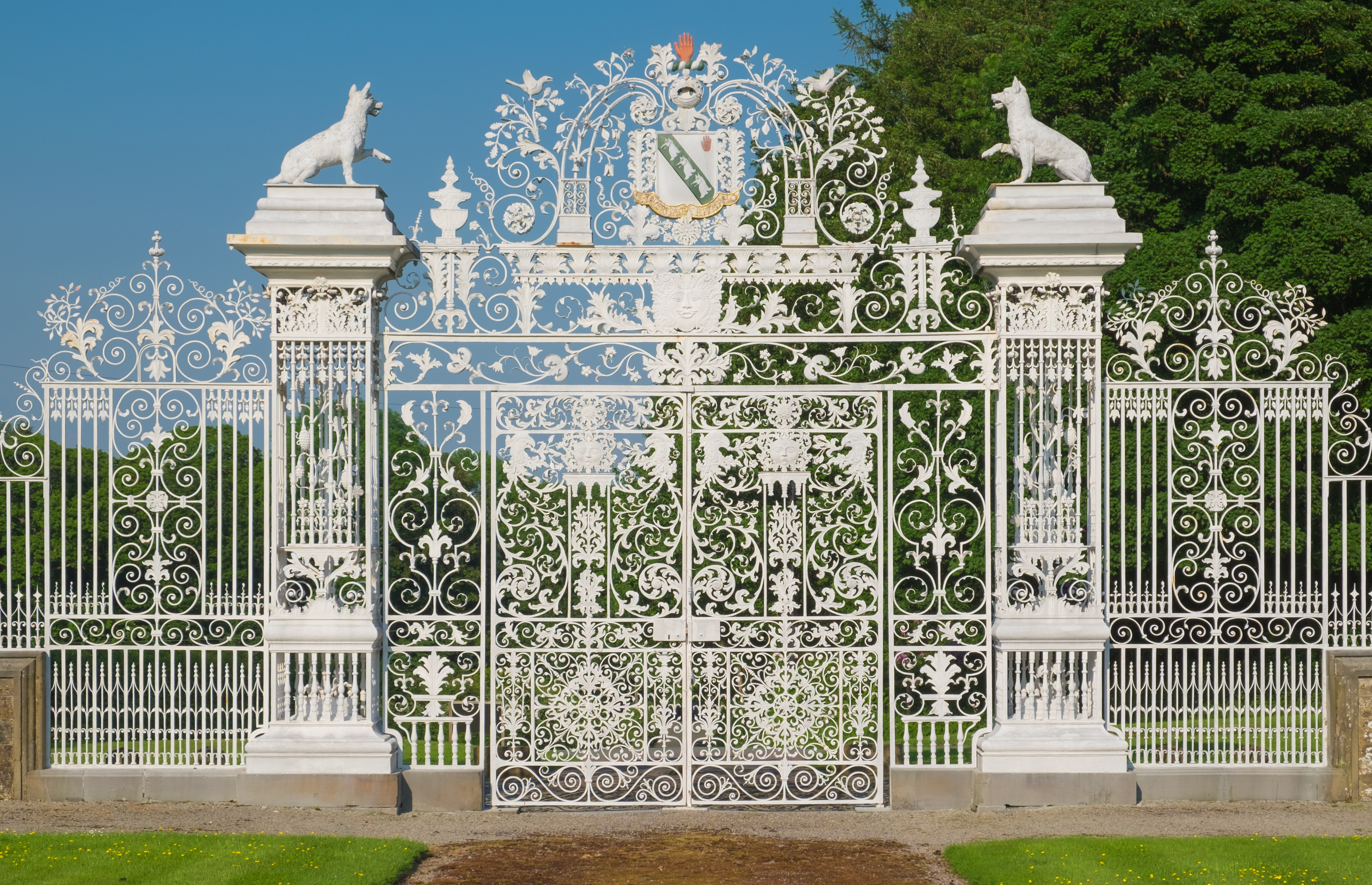
Les portes du château
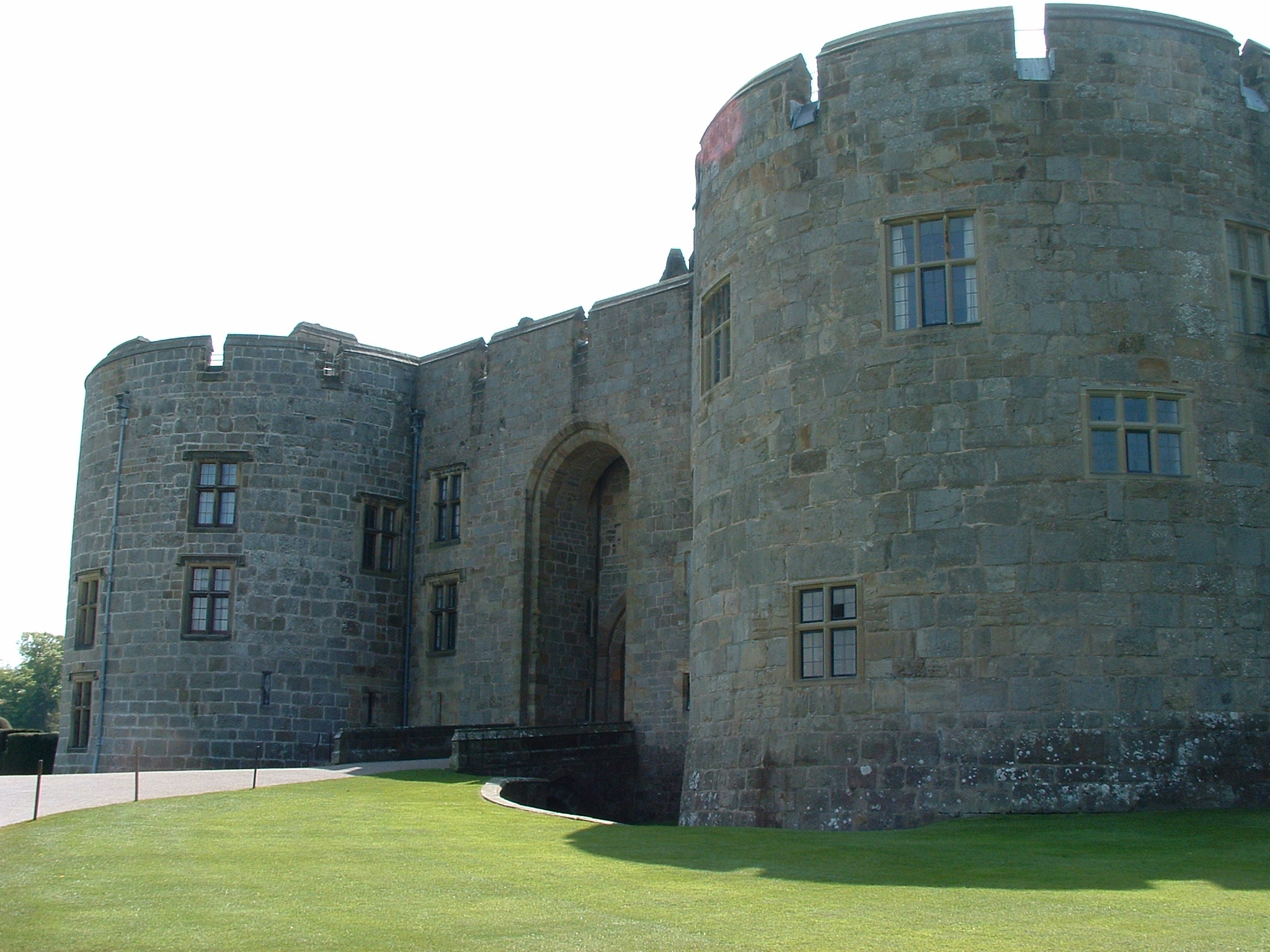
Entrée principale
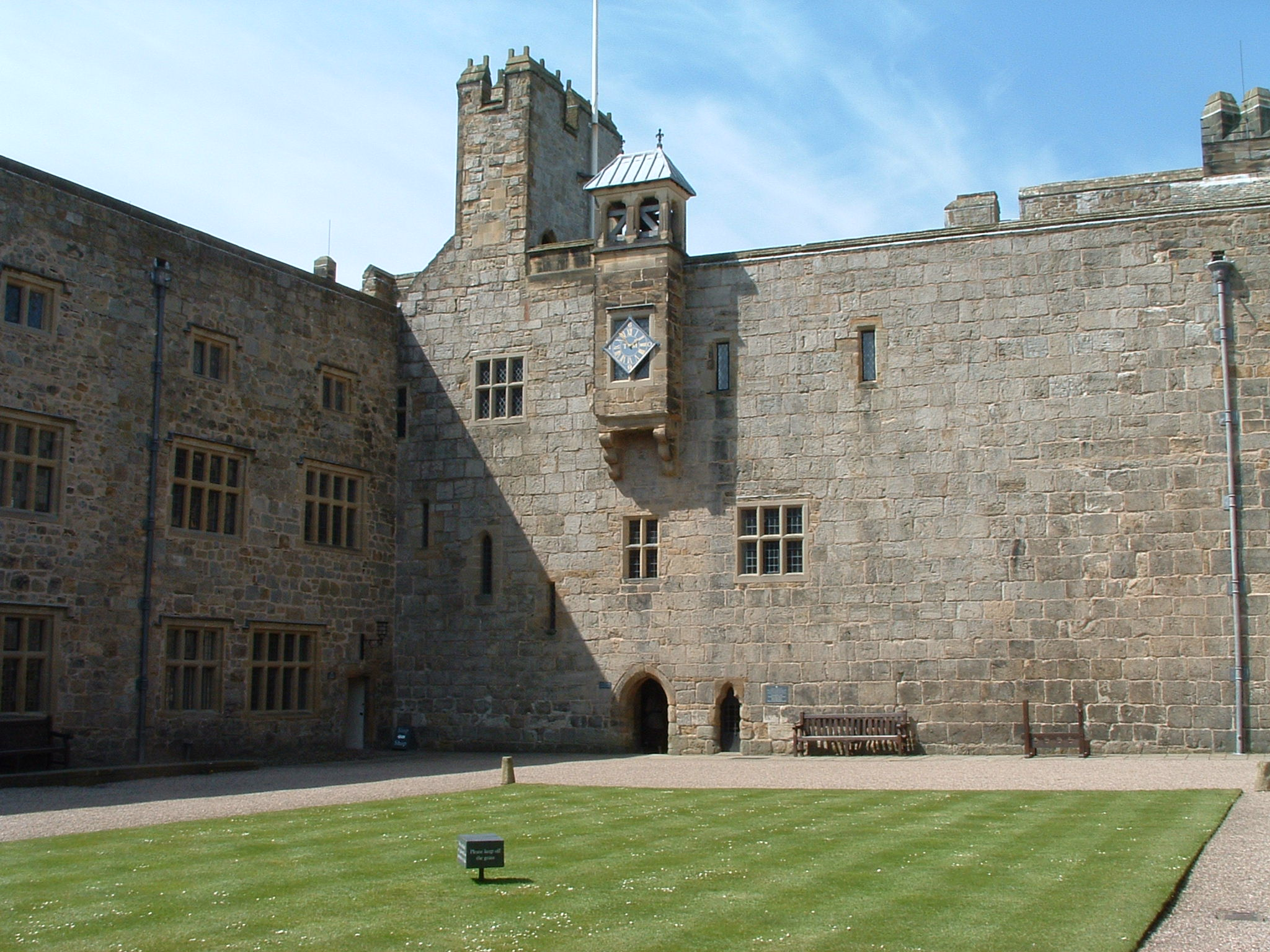
Cour
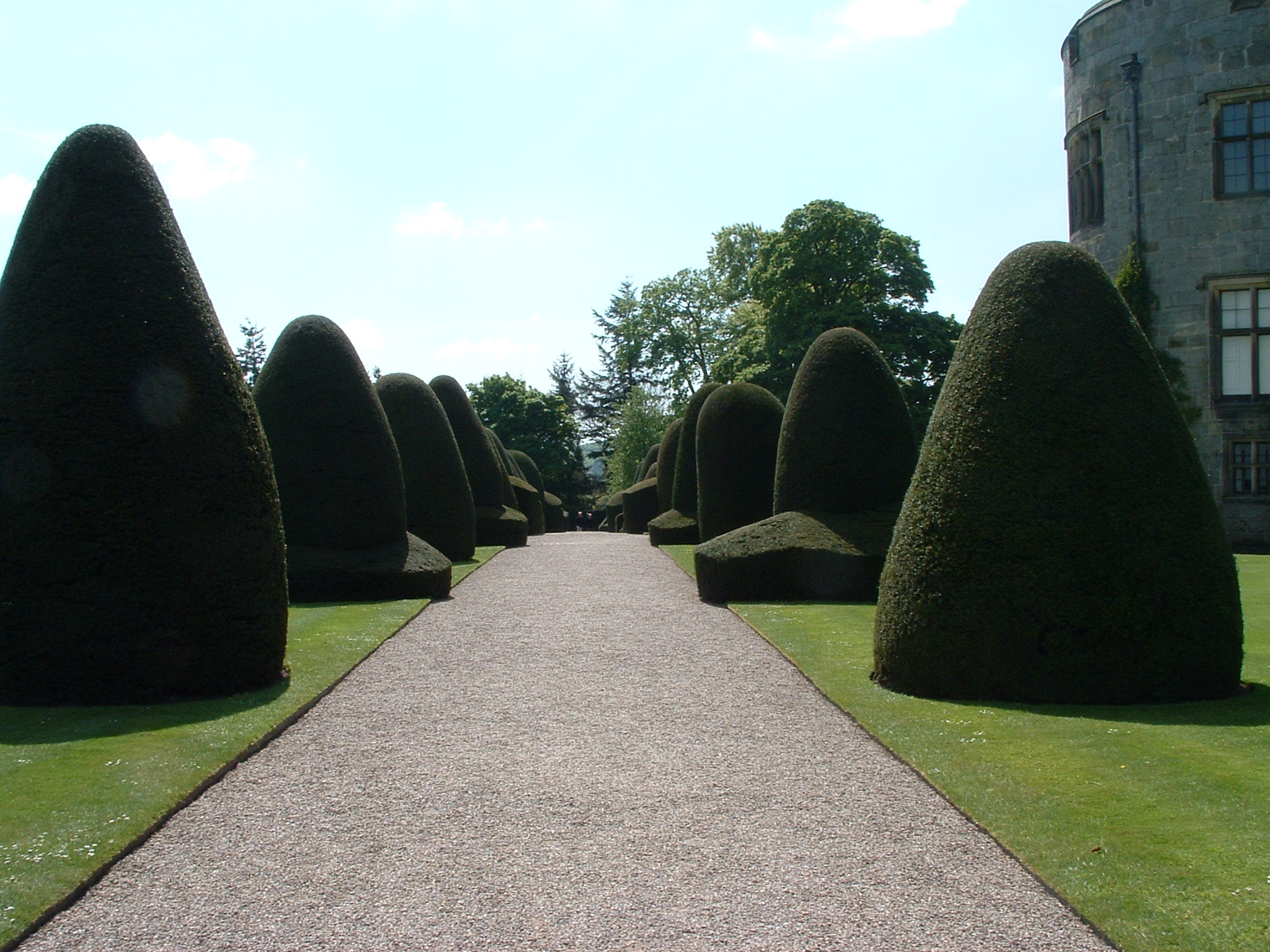
Jardin à côté du château
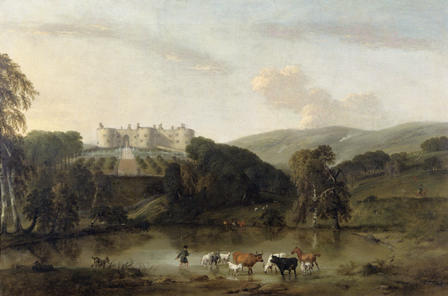
Château de Chirk vu du nord, par Peter Tillemans, 1725
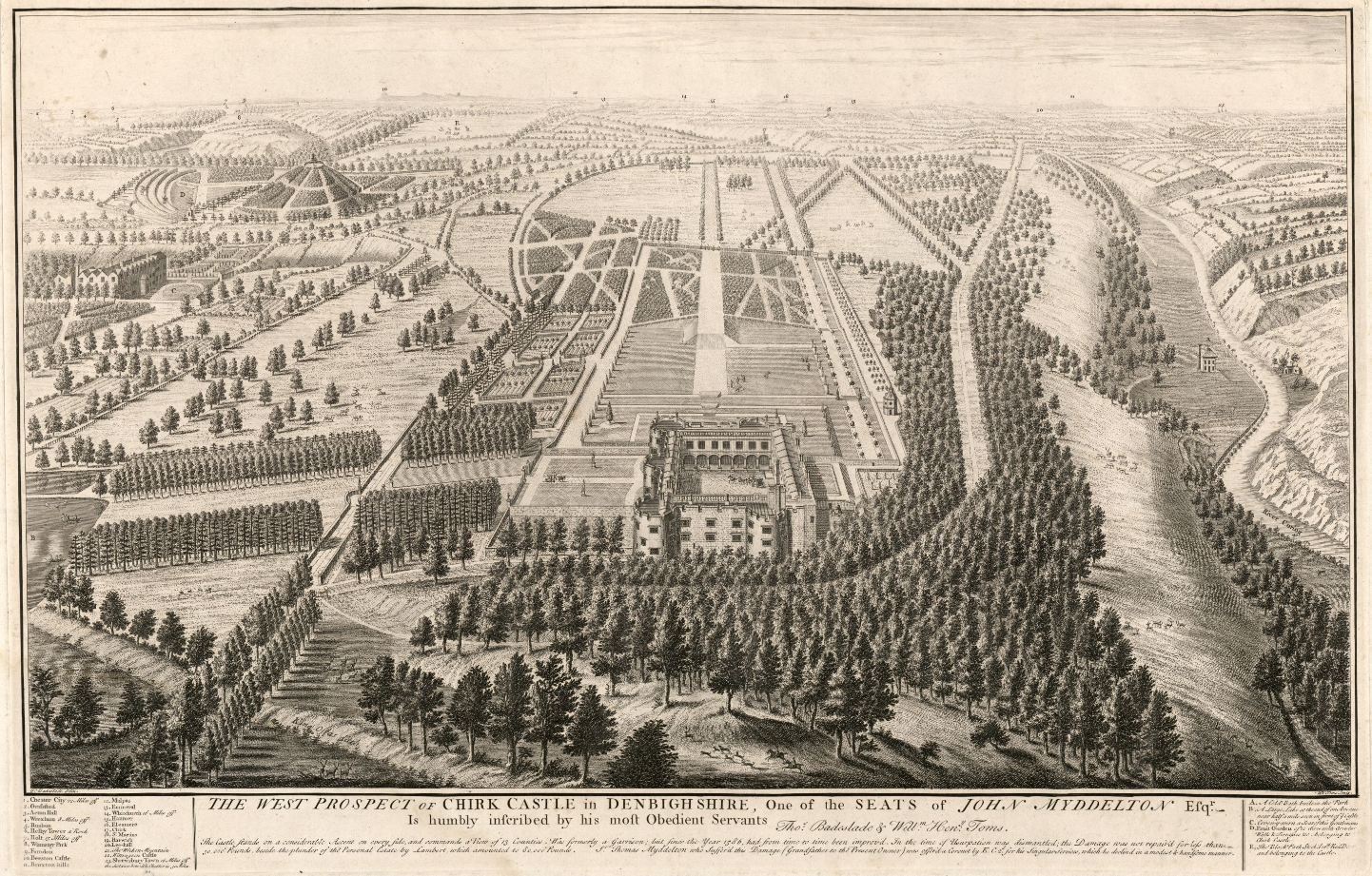
La perspective ouest du château de Chirk vers 1733-47
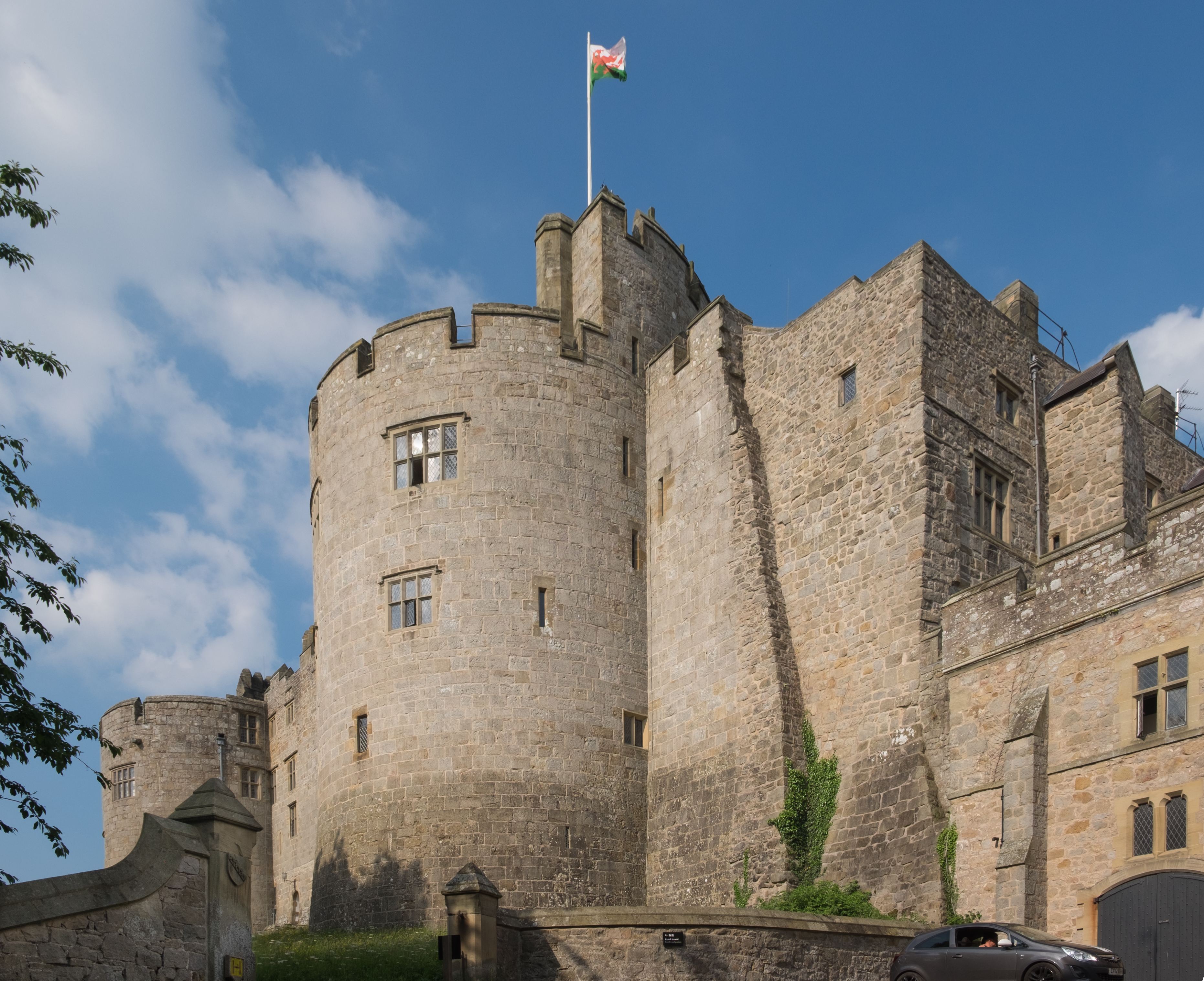
Tour Adam depuis le sud-ouest
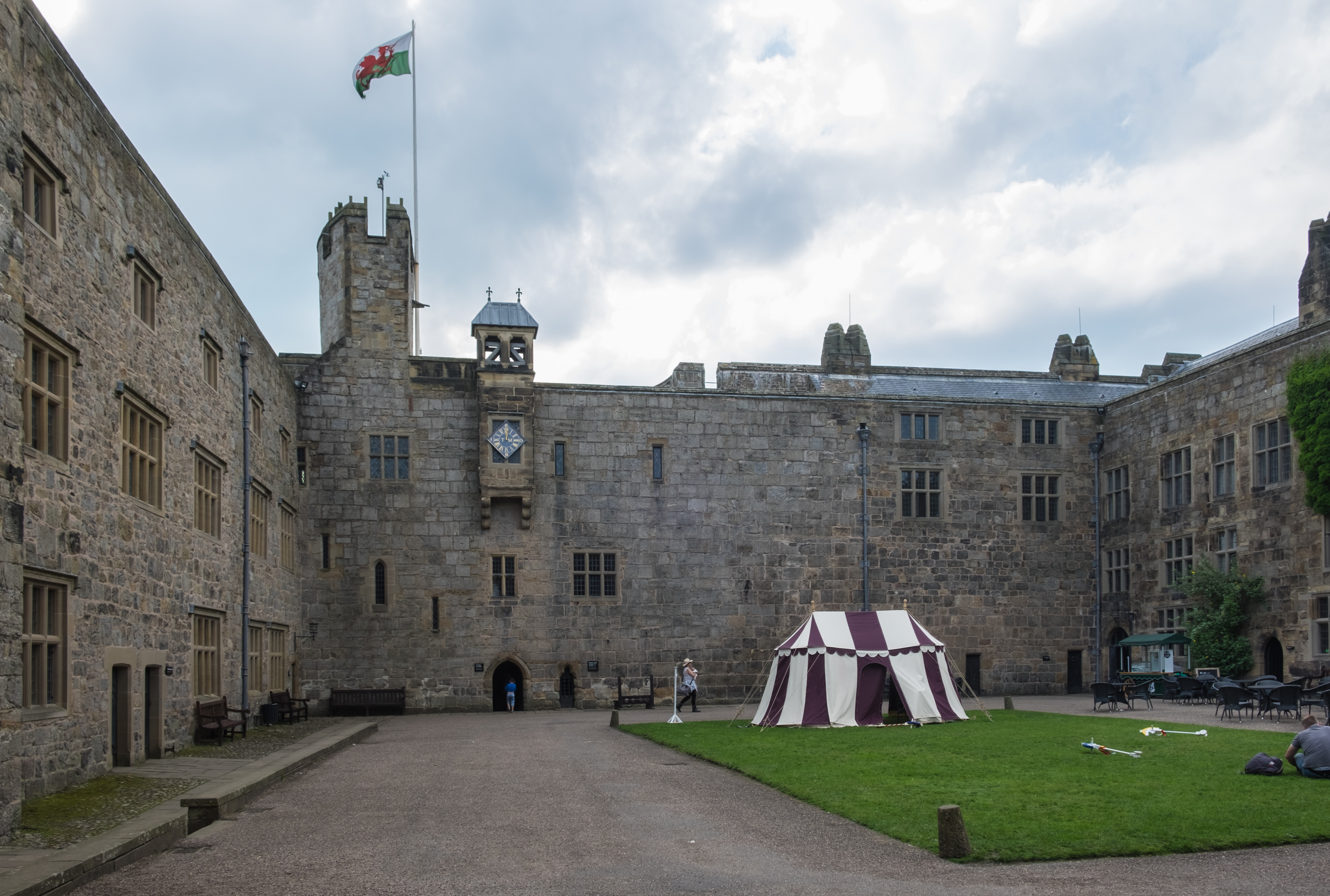
L'horloge de la cour et de la tourelle vue de l'est